# Marc Beaupré
Pour les articles homonymes, voir Beaupré.
Marc Beaupré est un acteur et un metteur en scène québécois né le 24 juin 1976 à Joliette (Canada). Après une formation en interprétation à l'École nationale de théâtre du Canada (1999) et plusieurs années dédiées au jeu, il se consacre aussi, depuis 2008, à la mise en scène, année où il cofonde la compagnie théâtrale Terre des Hommes.

## Biographie

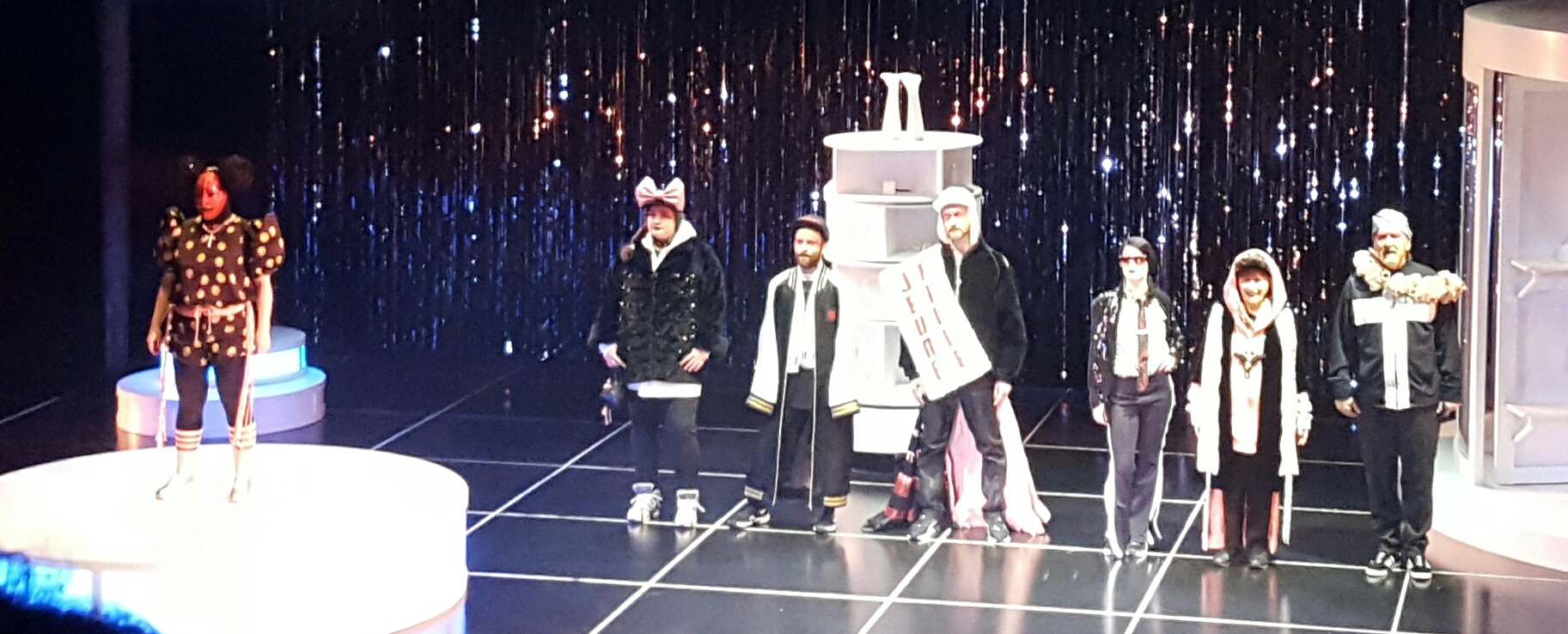
Artistes de Manifeste de la jeune-fille à Espace Go.

## Filmographie

### Cinéma
- 2001 : L'Ange de goudron : Sylvain
- 2002 : Katryn's Place : un punk
- 2003 : Gaz Bar Blues : Yoyo
- 2004 : Jack Paradise (Les nuits de Montréal) : Willy
- 2006 : Soldat Johnny (court métrage) : soldat
- 2006 : Flying Days (court métrage) : agent de sécurité
- 2008 : Borderline : le père de Kiki
- 2009 : Ça va (mine de rien) (court métrage) : Louis
- 2010 : Le Poil de la bête : La Framboise
- 2010 : Jaloux : Steve
- 2010 : Poudre (court métrage) : Marc
- 2011 : La Run : Manu
- 2012 : Baby Blues (court métrage)
- 2013 : Lac Mystère : Jack
- 2016 : Un seul homme (court métrage)
- 2016 : Le Sommet (court métrage) : Edmond
- 2017 : Bon Cop, Bad Cop 2 : Mike Dubois
- 2018 : Genèse : Jacques, l'entraîneur
- 2020 : Jusqu'au déclin : David
- 2021 : Le Bruit des moteurs : enquêteur Letellier
- 2022 : Très Belle Journée : Dom
- 2023 : Richelieu : agent d'indemnisation
- 2023 : Vampire humaniste cherche suicidaire consentant : le clown Rico-Berlingot

### Séries télévisées
- 1999-2001 : Deux Frères : Kevin Drisdell
- 2002-2005 : Rumeurs : Tristan
- 2003 : Les Aventures tumultueuses de Jack Carter : Georgie
- 2005 : Cover Girl : Voleur
- 2006 : 3X Rien : Steve
- 2006 : La Chambre no 13 : Michel
- 2006-2008 : Le Négociateur : Franck Bédard / Frank
- 2008 : Les Lavigueur, la vraie histoire : Ti-Mi
- 2011 : La Reine rouge : Jocelyn « Joyce » Gariépy
- 2011 : Toute la vérité
- 2012 : En audition avec Simon : lui-même
- 2013 : Trauma : David Camirand
- 2014 : L'Appart du 5e : Roger
- 2014, 2016 : Série noire : Marc Arcand
- 2014 : L'Auberge du chien noir : Jean-Robert
- 2015-2020 : Madame Lebrun : Steve Lebel
- 2017 : Béliveau : Henri Richard
- 2017-2018 : L'Âge adulte : Bastien Thomas
- 2018 : Georges est mort : Peter
- 2019 : Victor Lessard : Antoine Fortin
- 2019 : Les Pays d'en haut : Napoléon Pagé
- 2019 : Ruptures : Lulu
- 2019-2020 : Le 422 : Raphaël
- 2020 : District 31 : Samuel Gervais
- 2021 : Alertes : Adam Vallières
- 2022 : Aller simple : Guillaume Frenet
- 2022 : Les Mecs : vendeur d'automobiles
- 2023 : Plan B (saison 4) : Dany Dupuis
- 2023 : Stat : Steve Jolicoeur
- 2023 : L'Aréna : François

### Mises en scène
- 2008 : Le silence de la mer
- 2010 : Caligula (remix)
- 2012 : Dom Juan_uncensored
- 2013 : Instructions pour un éventuel gouvernement socialiste qui voudrait abolir la fête de Noël
- 2016 : Fredy
- 2017 : L'Iliade
- 2017 : Hamlet_Director's Cut

## Distinctions

### Récompenses
- Prix Gémeaux 2000 : Meilleure interprétation masculine dans un rôle de soutien dans une série dramatique pour l'émission 2 Frères[2]
- Prix Gémeaux 2008 : Meilleure interprétation masculine dans un rôle de soutien dans une série dramatique pour Le Négociateur[2]
- Prix Gala des Cochons d’or 2010 : Meilleure mise en scène et prix de la compagnie la plus innovatrice[3]